# Nactus erugatus
Nactus erugatus — вид геконоподібних ящірок родини геконових (Gekkonidae). Ендемік Папуа Нової Гвінеї. Описаний у 2020 році.

## Поширення і екологія
Nactus erugatus мешкають на південному сході Нової Гвінеї, в горах Оуен-Стенлі у провінції Мілн-Бей. Типова місцевість цього виду знаходиться на схилах гори Дуабо в хребті Піні, на висоті 300 м над рівнем моря.